# John McLoughlin (policier)
 (mars 2014).
Si vous disposez d'ouvrages ou d'articles de référence ou si vous connaissez des sites web de qualité traitant du thème abordé ici, merci de compléter l'article en donnant les références utiles à sa vérifiabilité et en les liant à la section « Notes et références ».
Pour les articles homonymes, voir John McLaughlin.
John McLoughlin (né en 1953) est un officier de police du Port Authority Police Department qui a survécu après avoir été pris au piège dans les attentats du  11 septembre 2001 contre le World Trade Center. Le sauvetage de cet homme et de Will Jimeno est l'objet du film World Trade Center réalisé par Oliver Stone sorti en 2006 dans lequel le rôle de McLoughlin a été interprété par l'acteur Américain Nicolas Cage.

## Études
McLoughlin est diplômé de l'Université d'État de New York à Oswego.

## 11 septembre 2001
Le sergent John McLoughlin dirigeait une équipe de policiers de la ville de New York, dont faisait partie Will Jimeno, qui étaient postés dans le passage principal entre les deux tours lorsque la tour sud s'est effondrée. Les cinq hommes ont couru vers un monte-charge situé à proximité mais ont été pris au piège en raison de l'effondrement du bâtiment. Les agents de police Antonio Rodrigues et Chris Amoroso ont été tués sur le coup. McLoughlin, Jimeno et un troisième policier, Dominick Pezzulo, sont restés en vie bien que pris au piège sous les décombres. Le monte-charge a résisté à l’effondrement et a ainsi créé une poche d'air respirable ce qui leur a sauvé la vie. Pezzulo, qui était le seul à n'être pas coincé, a réussi à se libérer et a essayé de libérer Jimeno, mais l'effondrement de la tour nord a causé des mouvements et provoqué une nouvelle chute de débris. Pezzulo a été mortellement touché et est décédé dans les minutes qui ont suivi l'effondrement.
McLoughlin et Jimeno ont été secourus après que Jason Thomas et Dave Karnes, qui avaient été respectivement sergent et sergent-chef des Marines eurent entendu leurs appels à l'aide environ dix heures après l’effondrement du bâtiment.
« Comme nous marchions nous nous époumonions à crier "Marines des États-Unis, quelqu'un peut-il nous entendre?", expliqua Karnes. Comme nous approchions des décombres de la tour sud, il m'a semblé entendre quelque chose. De fait il s'agit d'une demande d'aide étouffée à laquelle je répondis que Thomas et moi étions tous deux en train de les chercher et qu'ils devaient continuer à crier pour nous permettre de les trouver ».
Les deux hommes ont finalement été secourus après plusieurs heures de travail minutieux : Jimeno après 13 heures et McLoughlin après 22 heures.
McLoughlin a été gravement blessé. Les médecins l’ont maintenu dans un coma artificiel pendant six semaines. Il a subi 27 interventions chirurgicales et a passé près de trois mois à l'hôpital en rééducation.

## Honneur
Quatre mois après leur sauvetage, McLoughlin et Jimeno qui ont tous deux pris leur retraite après l'attentat, ont pris part à une cérémonie à Ground Zero pour assister à l'enlèvement de la dernière colonne. Lorsque tous les agents en uniforme sortirent de l'excavation, les deux derniers à avoir été sauvés furent les derniers à en sortir. Le 11 juin 2002, McLoughlin (qui utilisait un déambulateur) et Jimeno (qui boitait) ont tous deux reçu la médaille d’honneur du PAPD .

## Filmographie
Le film World Trade Center (2006) réalisé par Oliver Stone est basé sur leur histoire. Le sergent John McLoughlin a été interprété par Nicolas Cage et l'officier Will Jimeno par Michael Peña,.